# نایتس: جرنی آو دریمز
نایتس: جرنی آو دریمز (به انگلیسی: NiGHTS: Journey of Dreams) یک بازی ویدئویی اکشن می‌باشد که توسط سگا استودیوز آمریکا توسعه‌یافته و توسط سگا برای وی منتشر گردیده‌است. این بازی دنباله‌ای بر نایتز اینتو دریمز است که در سال ۱۹۹۶ برای کنسول سگا ساترن منتشر شده بود. این بازی ابتدا در دسامبر سال ۲۰۰۷ در ژاپن و آمریکای شمالی عرضه شد و یک ماه بعد در استرالیا و اروپا نیز انتشار یافت. داستان دربارهٔ دو کودک به نام‌های ویلیام تیلور و هلن کارت‌رایت که پا به یک دنیای رؤیایی به نام نایتوپیا می‌گذارند. آن‌ها با نایتز که یک «نایتمرن» تبعیدی یاری می‌جویند راهی سفری در نایتوپیا می‌شوند تا از ورود فرمانروای شرور وایزمن به دنیای واقعی جلوگیری کنند.